# ولسوالی شکی
شهرستان  شِکَی، یکی از ولسوالی‌های ولایت بدخشان است، و در شمال‌شرق کشور افغانستان قرار دارد. این ولسوالی در سال ۱۳۷۳ خورشیدی از ولسوالی درواز جدا گردید. این ولسوالی هم‌مرز است از شرق و جنوب با نسی، از جنوب کوف‌آب، و از شمال‌غرب و غرب با رود پنج و ناحیهٔ درواز ولایت مختار کوهستان بدخشان، تاجیکستان. راه‌های مواصلاتی به شکل ابتدایی و موسومی از طریق ولسوالی‌های یفتل پایان، یاوان ولسوالی راغستان و ولسوالی کوف‌آب به این ولسوالی ساخته شده، صرف مدت ۴ تا ۵ ماه در فصل گرما بر روی ترافیک باز می‌باشد مرکز این ولسوالی ۱٬۰۵۰ متر از سطح دریا ارتفاع دارد.
اکثر قریه‌جات این شهرستان  در مسیر رود آمو واقع گردیده که هوایی نسبتاً گوارا دارند. اراضی این ولسوالی اکثراً کوهستانی بوده زمین‌های زراعتی نسبت به ولسوالی‌های اطراف کمتر دارند اما در میان بیشتر از قریه‌جات این دیار دریاچه وجود دارد؛ مورد استفاده قرار گرفته زمین‌ها را آب یاری و آن محیط را سرسبز نموده مردمان این ولسوالی زراعت‌پیشه و دامدار می‌باشند.
زراعت این مردم گندم، جو، جواری، باقلو، نخود، مشنگ و ماش بوده و درختان مثمیر آن توت، سیب، انگور، انجیر، زردآلو، شفت آلو، چار مغز و آلو بوده و در ین سال با انکشاف وضعیت ناک، سیب بیروتی و آلوی بخارا نیز غرص و مورد استفاده قرار گرفته‌است.
دریاچه‌های آن که از کوه‌های این شهرستان  سرچشمه گرفته اطراف خود را سرسبز نموده به دریای آمو وصل می‌شوند. اگر کار شود تمام این دریاچه‌ها به ساختن بندهای متوسط و کوچک مساعد می‌باشند.
عبارتند از: درگاو سبز، درگاو شیرین نظم، درگاوژارف، درگاو غومی پایان، درگاو ده‌خواه
قریه‌جات این شهرستان :
لروم، اوبغن، شهرسبز، درگگ، استمیج، مشتیو، وجمک، سبزی، راونک، دوآب، شرین نظم، بادکای، فریمان آب، اورچاو، مایلینگ، ارزشک، ژارف، مایمیک، بنی باد، وسکو، میانهٔ ده، لج، خم کسکو، اولان، وچ دوان، غومی پایان، زنگریا، ده خواه، خادره، پرتیل، نوزم، خندک، سونبنگ، ماه نو، نرغو، خوند، دیوک، زنک
آموزش پرورش 